# Київський полк
Ки́ївський полк — адміністративно-територіальна і військова одиниця Війська Запорозького в 17 — 18 століттях із центром у місті Києві, згодом Козельці.

## Історія
Утворений 1648 року. Полковий центр — місто Київ (з початку 18 століття полкова канцелярія перебувала в сотенному місті Козельці (нині місто Чернігівської області).
За Зборівським реєстром 16 жовтня 1649 р. Київський полк нараховував 2010 осіб особового складу, 17 сотень, з яких три Київські були іменні — Самійла Білецького, Тимофія Нагорного та Опанаса Предримирського [сотника Печерського]. Решта 14 — за назвами сотенних центрів: Київська полкова (сотник — Григорій Ліщенко); Васильківська (127 козаків, сотник Микита Бут); Овруцька (119 козаків, Юхим Натальчич); Переварська (95 козаків, Юхим); Гостомельська (77 козаків, Єрмолай Басаренко); Ворзельська (105 козаків, Іван Крузь); Броварська (53 козаки, Федір Медвідь); Макарівська (111 козаків, Григорій Петрицький); Білгородська (94 козаки, Каленик); Ясногородська (87 козаків, Трохим Яценко); Ходосівська (91 козак, Іван Барманський); Обухівська (152 козаки, Яків Красовський); Трипільська (171 козак, Андрій Ворона); Мотовилівська (212 козаків, Степан Половий). Київські сотні (полкова, Білецького, Нагорного та Предримирського) нараховували в сумі 516 козаків.
1654-го до Київського полку із Переяславського включено сотні — Остерську, Козелецьку й Заворицьку.
Після Андрусівського перемир'я 1667 року правобережна частина (крім Києва з навколишніми землями) потрапила під владу Польщі. На лівому боці Дніпра до Київської сотні було приєднано частину території Переяславського й Ніжинського полків.
1669 року до Київського полку увійшли частини Переяславського та Ніжинського полку.
У 18 столітті полкова канцелярія полку була переведена з Києва до м. Козелець, де збудовано відповідну полкову інфраструктуру.
На 1782 рік до полку входили 11 сотень: Київська, Козелецька, Остерська, Бобровицька, Бориспільська, Гоголівська, Моровська, Кобизька, Носівська, Олишівська, Мринська.
Сотенними центрами Правобережжя у різний час були: Білогородка, Бородянка, Васильків, Вишгород, Горностайпіль, Гостомель, Димер, Житомир, Карпилівка, Київ, Макарів, Мотовилівка, Обухів, Приорка [Приварки, Переварка], Стайки, Трипілля, Ходосівка, Чорнобиль, Ясногородка.
Сотенними містами, Лівобережжя у 1648—1782 роках були: Бобровиця, Бориспіль, Бровари, Гоголів, Заворичі, Кобижча, Козелець, Морівськ, Мрин, Нова Казар, Носівка, Олишівка, Остер, Рожівка, Семиполки.
У зв'язку з інкорпорацією України Росією та ліквідацією царським урядом полкового устрою в 1782 році полк припинив своє існування, його територія увійшла до новоствореного Київського намісництва.